# Neris
De Neris (Wit-Russisch: Вілія, Vilija of Вяльля, Vjallja; Pools: Wilia) is een 510 km lange rivier in Wit-Rusland en Litouwen. De rivier stroomt door de Litouwse hoofdstad Vilnius voor zij bij Kaunas in de Memel uitmondt.